# Kaylee DeFer
Kaylee Anne DeFer (Tucson, Arizona, 23 de septiembre de 1986) es una exactriz estadounidense.

## Biografía
Nacida como Kaylee Vanni, asistió a la Desert Christian High School y a los 17 años (2003) se trasladó a Los Ángeles para comenzar su carrera como actriz. Desde entonces ha aparecido en series de televisión como La guerra en casa y en películas como Underclassman (2005) o Flicka (2006). Además, es la modelo de la cubierta del álbum Touchtone Inferno de Reeve Oliver y desde la cuarta temporada formó parte del elenco de la serie Gossip Girl.

### Vida personal
En enero de 2012, DeFer canceló su compromiso con el diseñador de joyas Michael Raymond Pereira, con quien mantenía una relación intermitente desde 2002.
DeFer comenzó a salir poco después con Michael Fitzpatrick, vocalista principal de la banda Fitz and the Tantrums y en mayo de 2013 anunciaron que estaban esperando su primer hijo, llamado Theodore Ignatius, que nació el 20 de septiembre de 2013. La pareja se casó el 25 de julio de 2015. El 11 de abril de 2017 tuvieron su segundo hijo, Sebastian Danger. Su tercer hijo, Rémy Lincoln Fitzpatrick, nació el 26 de mayo de 2019.

## Filmografía

### Cine
| Año  | Título                    | Personaje                | Notas |
| ---- | ------------------------- | ------------------------ | ----- |
| 2005 | Underclassman             | Des                      |       |
| 2006 | The Powder Puff Principle | Joven presidente escolar | Corto |
| 2006 | Flicka                    | Miranda Koop             |       |
| 2011 | In My Pocket              | Molly                    |       |
| 2011 | Renegade                  | Mattie Springer          |       |
| 2011 | Red State                 | Dana                     |       |
| 2013 | Darkroom                  | Michelle                 |       |

- 2013, Abducted

### Televisión
| Año       | Título                | Personaje                                | Notas                                                                                 |
| --------- | --------------------- | ---------------------------------------- | ------------------------------------------------------------------------------------- |
| 2004      | Drake & Josh          | Cute girl                                | Episodio: "Guitar"                                                                    |
| 2004      | North Shore           | Emily                                    | Episodio: "Secret Service"                                                            |
| 2004      | Quintuplets           | Stephanie                                | 2 Episodios                                                                           |
| 2004–2005 | The Mountain          | Scarlett                                 | 6 Episodios                                                                           |
| 2005      | Listen Up             | Brooke                                   | Episodio: "Inky Dinky Don't"                                                          |
| 2005–2007 | The War at Home       | Hillary Gold                             | Personaje principal, 44 Episodios                                                     |
| 2007      | Shark                 | Katie Dobbs                              | Episodio: "Shaun of the Dead"                                                         |
| 2008      | Family Guy            | Dakota                                   | Voz. Episodio: "Tales of a Third Grade Nothing"                                       |
| 2009      | Ghost Whisperer       | Angie Halsenback                         | Episodio: "This Joint's Haunted"                                                      |
| 2009      | Bones                 | Tory Payne                               | Episodio: "The Gamer in the Grease"                                                   |
| 2010      | CSI: Miami            | Valerie Metcalf                          | Episodio: "Getting Axed"                                                              |
| 2010—2013 | How I Met Your Mother | Casey                                    | 2 Episodios                                                                           |
| 2011–2012 | Gossip Girl           | Ivy Dickens / Charlotte "Charlie" Rhodes | Invitada (Temporada 4) Personaje principal (Temporada 5–6); 30 Episodios, serie de TV |
| 2011      | Friends with Benefits | Mary Webber                              | Episodio: "The Benefit of Mentors"                                                    |
| 2012      | Layover               | Rebecca White                            | Película de televisión                                                                |